# Teariki Mateariki
Teariki Mateariki (12 maggio 1984) è un calciatore cookese, centrocampista del Nikao Sokattack.

## Carriera

### Nazionale
Conta 6 presenze e una rete con la maglia della propria nazionale.